# Tứ Hồng
Tứ Hồng (chữ Hán phồn thể:泗洪縣, chữ Hán giản thể: 泗洪县) là một huyện thuộc địa cấp thị Tú Thiên, tỉnh Giang Tô, Cộng hòa Nhân dân Trung Hoa. Huyện này có diện tích 2731 kilômét vuông, dân số 960.000 người. Mã số bưu chính là 223900. Chính quyền huyện đóng ở trấn Thanh Dương. Tứ Hồng nguyên thuộc tỉnh An Huy, năm 1955 chuyển sang Giang Tô. Về mặt hành chính, huyện này được chia thành các đơn vị hành chính gồm 14 trấn, 11 hương.
- Trấn: Thanh Dương, Song Câu, Thượng Đường, Ngụy Doanh, Lâm Hoài, Bán Thành, Tôn Viên, Mai Hoa, Cựu Nhân, Kim Tỏa, Chu Hồ, Giới Tập, Thái Bình, Long Tập.
- Hương: Tứ Hà, Phong Sơn, Thiên Cương Hồ, Xa Môn, Dao Câu, Thạch Tập, Thành Đầu, Trần Vu, Đại Lâu, Trọng Cương, Tào Miếu.

## Khí hậu
| Dữ liệu khí hậu của Tứ Hồng, elevation 17 m (56 ft), (1991–2020 normals, extremes 1981–present) | Dữ liệu khí hậu của Tứ Hồng, elevation 17 m (56 ft), (1991–2020 normals, extremes 1981–present) | Dữ liệu khí hậu của Tứ Hồng, elevation 17 m (56 ft), (1991–2020 normals, extremes 1981–present) | Dữ liệu khí hậu của Tứ Hồng, elevation 17 m (56 ft), (1991–2020 normals, extremes 1981–present) | Dữ liệu khí hậu của Tứ Hồng, elevation 17 m (56 ft), (1991–2020 normals, extremes 1981–present) | Dữ liệu khí hậu của Tứ Hồng, elevation 17 m (56 ft), (1991–2020 normals, extremes 1981–present) | Dữ liệu khí hậu của Tứ Hồng, elevation 17 m (56 ft), (1991–2020 normals, extremes 1981–present) | Dữ liệu khí hậu của Tứ Hồng, elevation 17 m (56 ft), (1991–2020 normals, extremes 1981–present) | Dữ liệu khí hậu của Tứ Hồng, elevation 17 m (56 ft), (1991–2020 normals, extremes 1981–present) | Dữ liệu khí hậu của Tứ Hồng, elevation 17 m (56 ft), (1991–2020 normals, extremes 1981–present) | Dữ liệu khí hậu của Tứ Hồng, elevation 17 m (56 ft), (1991–2020 normals, extremes 1981–present) | Dữ liệu khí hậu của Tứ Hồng, elevation 17 m (56 ft), (1991–2020 normals, extremes 1981–present) | Dữ liệu khí hậu của Tứ Hồng, elevation 17 m (56 ft), (1991–2020 normals, extremes 1981–present) | Dữ liệu khí hậu của Tứ Hồng, elevation 17 m (56 ft), (1991–2020 normals, extremes 1981–present) |
| Tháng                                                                                           | 1                                                                                               | 2                                                                                               | 3                                                                                               | 4                                                                                               | 5                                                                                               | 6                                                                                               | 7                                                                                               | 8                                                                                               | 9                                                                                               | 10                                                                                              | 11                                                                                              | 12                                                                                              | Năm                                                                                             |
| ----------------------------------------------------------------------------------------------- | ----------------------------------------------------------------------------------------------- | ----------------------------------------------------------------------------------------------- | ----------------------------------------------------------------------------------------------- | ----------------------------------------------------------------------------------------------- | ----------------------------------------------------------------------------------------------- | ----------------------------------------------------------------------------------------------- | ----------------------------------------------------------------------------------------------- | ----------------------------------------------------------------------------------------------- | ----------------------------------------------------------------------------------------------- | ----------------------------------------------------------------------------------------------- | ----------------------------------------------------------------------------------------------- | ----------------------------------------------------------------------------------------------- | ----------------------------------------------------------------------------------------------- |
| Cao kỉ lục °C (°F)                                                                              | 19.5 (67.1)                                                                                     | 26.3 (79.3)                                                                                     | 33.6 (92.5)                                                                                     | 33.4 (92.1)                                                                                     | 37.4 (99.3)                                                                                     | 38.5 (101.3)                                                                                    | 41.3 (106.3)                                                                                    | 39.1 (102.4)                                                                                    | 37.3 (99.1)                                                                                     | 34.1 (93.4)                                                                                     | 28.7 (83.7)                                                                                     | 21.3 (70.3)                                                                                     | 41.3 (106.3)                                                                                    |
| Trung bình ngày tối đa °C (°F)                                                                  | 6.1 (43.0)                                                                                      | 9.1 (48.4)                                                                                      | 14.4 (57.9)                                                                                     | 21.0 (69.8)                                                                                     | 26.1 (79.0)                                                                                     | 29.7 (85.5)                                                                                     | 31.6 (88.9)                                                                                     | 30.8 (87.4)                                                                                     | 27.1 (80.8)                                                                                     | 22.1 (71.8)                                                                                     | 15.2 (59.4)                                                                                     | 8.5 (47.3)                                                                                      | 20.1 (68.3)                                                                                     |
| Trung bình ngày °C (°F)                                                                         | 1.3 (34.3)                                                                                      | 4.1 (39.4)                                                                                      | 9.2 (48.6)                                                                                      | 15.5 (59.9)                                                                                     | 20.9 (69.6)                                                                                     | 25.0 (77.0)                                                                                     | 27.7 (81.9)                                                                                     | 26.9 (80.4)                                                                                     | 22.4 (72.3)                                                                                     | 16.6 (61.9)                                                                                     | 9.8 (49.6)                                                                                      | 3.5 (38.3)                                                                                      | 15.2 (59.4)                                                                                     |
| Tối thiểu trung bình ngày °C (°F)                                                               | −2.5 (27.5)                                                                                     | 0.0 (32.0)                                                                                      | 4.5 (40.1)                                                                                      | 10.3 (50.5)                                                                                     | 15.9 (60.6)                                                                                     | 20.7 (69.3)                                                                                     | 24.4 (75.9)                                                                                     | 23.7 (74.7)                                                                                     | 18.6 (65.5)                                                                                     | 12.1 (53.8)                                                                                     | 5.4 (41.7)                                                                                      | −0.5 (31.1)                                                                                     | 11.1 (51.9)                                                                                     |
| Thấp kỉ lục °C (°F)                                                                             | −20.7 (−5.3)                                                                                    | −17.2 (1.0)                                                                                     | −9.0 (15.8)                                                                                     | −1.8 (28.8)                                                                                     | 4.7 (40.5)                                                                                      | 10.5 (50.9)                                                                                     | 18.0 (64.4)                                                                                     | 14.4 (57.9)                                                                                     | 8.3 (46.9)                                                                                      | −0.4 (31.3)                                                                                     | −8.5 (16.7)                                                                                     | −19.6 (−3.3)                                                                                    | −20.7 (−5.3)                                                                                    |
| Lượng Giáng thủy trung bình mm (inches)                                                         | 27.5 (1.08)                                                                                     | 32.0 (1.26)                                                                                     | 45.9 (1.81)                                                                                     | 50.2 (1.98)                                                                                     | 76.0 (2.99)                                                                                     | 137.3 (5.41)                                                                                    | 223.2 (8.79)                                                                                    | 158.3 (6.23)                                                                                    | 94.8 (3.73)                                                                                     | 46.4 (1.83)                                                                                     | 42.3 (1.67)                                                                                     | 22.5 (0.89)                                                                                     | 956.4 (37.67)                                                                                   |
| Số ngày giáng thủy trung bình (≥ 0.1 mm)                                                        | 6.0                                                                                             | 7.0                                                                                             | 7.5                                                                                             | 7.4                                                                                             | 8.2                                                                                             | 9.1                                                                                             | 13.0                                                                                            | 11.7                                                                                            | 8.1                                                                                             | 6.3                                                                                             | 6.9                                                                                             | 5.5                                                                                             | 96.7                                                                                            |
| Số ngày tuyết rơi trung bình                                                                    | 3.6                                                                                             | 2.5                                                                                             | 1.1                                                                                             | 0                                                                                               | 0                                                                                               | 0                                                                                               | 0                                                                                               | 0                                                                                               | 0                                                                                               | 0                                                                                               | 0.6                                                                                             | 1.3                                                                                             | 9.1                                                                                             |
| Độ ẩm tương đối trung bình (%)                                                                  | 71                                                                                              | 70                                                                                              | 67                                                                                              | 67                                                                                              | 70                                                                                              | 73                                                                                              | 82                                                                                              | 84                                                                                              | 80                                                                                              | 75                                                                                              | 73                                                                                              | 71                                                                                              | 74                                                                                              |
| Số giờ nắng trung bình tháng                                                                    | 139.0                                                                                           | 138.5                                                                                           | 172.7                                                                                           | 198.2                                                                                           | 204.8                                                                                           | 174.6                                                                                           | 181.6                                                                                           | 183.1                                                                                           | 174.7                                                                                           | 173.5                                                                                           | 148.5                                                                                           | 145.0                                                                                           | 2.034,2                                                                                         |
| Phần trăm nắng có thể                                                                           | 44                                                                                              | 44                                                                                              | 46                                                                                              | 51                                                                                              | 47                                                                                              | 41                                                                                              | 42                                                                                              | 45                                                                                              | 48                                                                                              | 50                                                                                              | 48                                                                                              | 47                                                                                              | 46                                                                                              |
| Nguồn: China Meteorological Administration                                                      |                                                                                                 |                                                                                                 |                                                                                                 |                                                                                                 |                                                                                                 |                                                                                                 |                                                                                                 |                                                                                                 |                                                                                                 |                                                                                                 |                                                                                                 |                                                                                                 |                                                                                                 |